# GKI Gazdaságkutató Zrt.
A GKI Gazdaságkutató Zrt. (GKI) független magyar gazdaságkutató intézet, amelyet 1989-ben alapítottak a Magyar Gazdaságkutató Intézet (MGKI) szakmai hagyományainak folytatásaként. A GKI az egyik legelismertebb gazdasági kutatóintézet Magyarországon, amely független gazdasági elemzéseket, kutatásokat és előrejelzéseket készít a hazai és nemzetközi piacok számára. Az intézet munkáját széles körű szakmai publikációk, konferenciák, és tanácsadói szolgáltatások jellemzik.
Központja Budapesten található.

## Története

### A szellemi előd: Magyar Gazdaságkutató Intézet (MGKI)
A Magyar Gazdaságkutató Intézet (MGKI) 1928 és 1949 között működött, alapító igazgatója Varga István volt, aki az intézet felszámolásáig vezette azt. Az MGKI jelentős szerepet játszott a magyar gazdasági elemzések és tervezések területén, és a korai közgazdasági kutatások fontos központja volt Magyarországon. Az intézet egyik neves tagja Balassa Béla volt, aki később világhírű közgazdász lett. Az MGKI szakértői és közgazdászai fontos szerepet vállaltak a magyar gazdasági stabilizációs intézkedések kidolgozásában, beleértve a forint 1946-os bevezetéséhez vezető gazdasági elemzéseket és tervezéseket is. Az intézet kutatói és elemzői segítettek az infláció mérséklésére irányuló intézkedések kidolgozásában, amelyek hozzájárultak az új pénznem, a forint bevezetéséhez és a gazdasági stabilitás helyreállításához.

### A GKI megalapítása és fejlődése
Az 1980-as évek végén, a rendszerváltás idején, az MGKI szakmai hagyományaira építve alakult meg a GKI Gazdaságkutató Zrt. Az új intézet célja az volt, hogy független és magas színvonalú gazdasági elemzéseket nyújtson a magyar gazdaság számára, valamint támogassa a gazdaságpolitikai döntéshozatalt és a vállalati stratégiákat. Azóta a GKI az egyik legmegbízhatóbb gazdaságkutató intézetként működik Magyarországon, és rendszeresen publikál kutatási eredményeket, gazdasági előrejelzéseket, és gazdaságpolitikai ajánlásokat.

## Vezetők
2025 márciusában vezetőváltás történt a GKI Gazdaságkutató Zrt.-nél. Molnár László, aki hosszú éveken keresztül vezette a vállalatot vezérigazgatóként, visszavonult a napi operatív irányítástól. A vezérigazgatói pozíciót ekkor Beck Márton vette át, aki korábban az igazgatóság tagja volt. Molnár László továbbra is szakértőként segíti a GKI munkáját.
A GKI jelenlegi vezetése:
- Beck Márton – vezérigazgató. Feladata a társaság általános irányítása, stratégiai célkitűzések meghatározása, az átalakulási folyamatok koordinálása, valamint a digitális fejlesztések és a közösségi média jelenlét erősítése.
- Hannya Nimer – az igazgatóság elnöke, egyben vezérigazgató-helyettes. Elsősorban a pénzügyi kapcsolatokért, hitelügyekért és a tulajdonosi joggyakorlással kapcsolatos feladatokért felelős.
- Zalán Helga – igazgatósági tag és operatív vezető. A napi működés irányítása, a belső folyamatok és szervezési feladatok tartoznak hozzá.

A társaság szakértői köre a vezetők mellett:
- Petz Raymund – szenior elemző
- Udvardi Attila – szenior elemző
- Bank Dénes – szenior elemző
- Molnár László – a GKI korábbi vezérigazgatója, jelenleg tanácsadóként és szakértőként működik közre

## Kutatási területek
A GKI számos gazdasági területen végez kutatásokat, többek között:
- Makrogazdasági elemzések és előrejelzések: Negyedéves és éves jelentéseket készít a magyar gazdaság helyzetéről, beleértve a GDP-növekedést, inflációt, munkaerőpiacot és külkereskedelmi folyamatokat.
- Piackutatások és vállalati elemzések: Számos vállalat és ágazat számára végez egyedi kutatásokat és elemzéseket, amelyek segítik az üzleti döntéshozatalban.
- Gazdaságpolitikai elemzések: Az intézet rendszeresen foglalkozik a magyar és európai uniós gazdaságpolitikák hatásainak elemzésével, különös tekintettel a fenntartható fejlődésre, az innovációra és a versenyképességre.

## Fontos publikációk és projektek
A GKI rendszeresen publikál gazdasági jelentéseket, tanulmányokat és elemzéseket, amelyek a hazai és nemzetközi gazdaság főbb trendjeire és kihívásaira összpontosítanak. Az intézet részt vesz számos európai uniós és hazai kutatási projektben, és szakértőként közreműködik gazdaságpolitikai és vállalati stratégiák kidolgozásában.

## Nemzetközi együttműködések
A GKI aktívan részt vesz nemzetközi kutatási együttműködésekben és projektekben, beleértve az Európai Unió által finanszírozott kutatási programokat is. Az intézet szoros kapcsolatot ápol más gazdaságkutató intézetekkel, egyetemekkel és kutatókkal a közép-kelet-európai régióban és azon túl is.

## Forrás
https://gki.hu